# نسیم وهابی

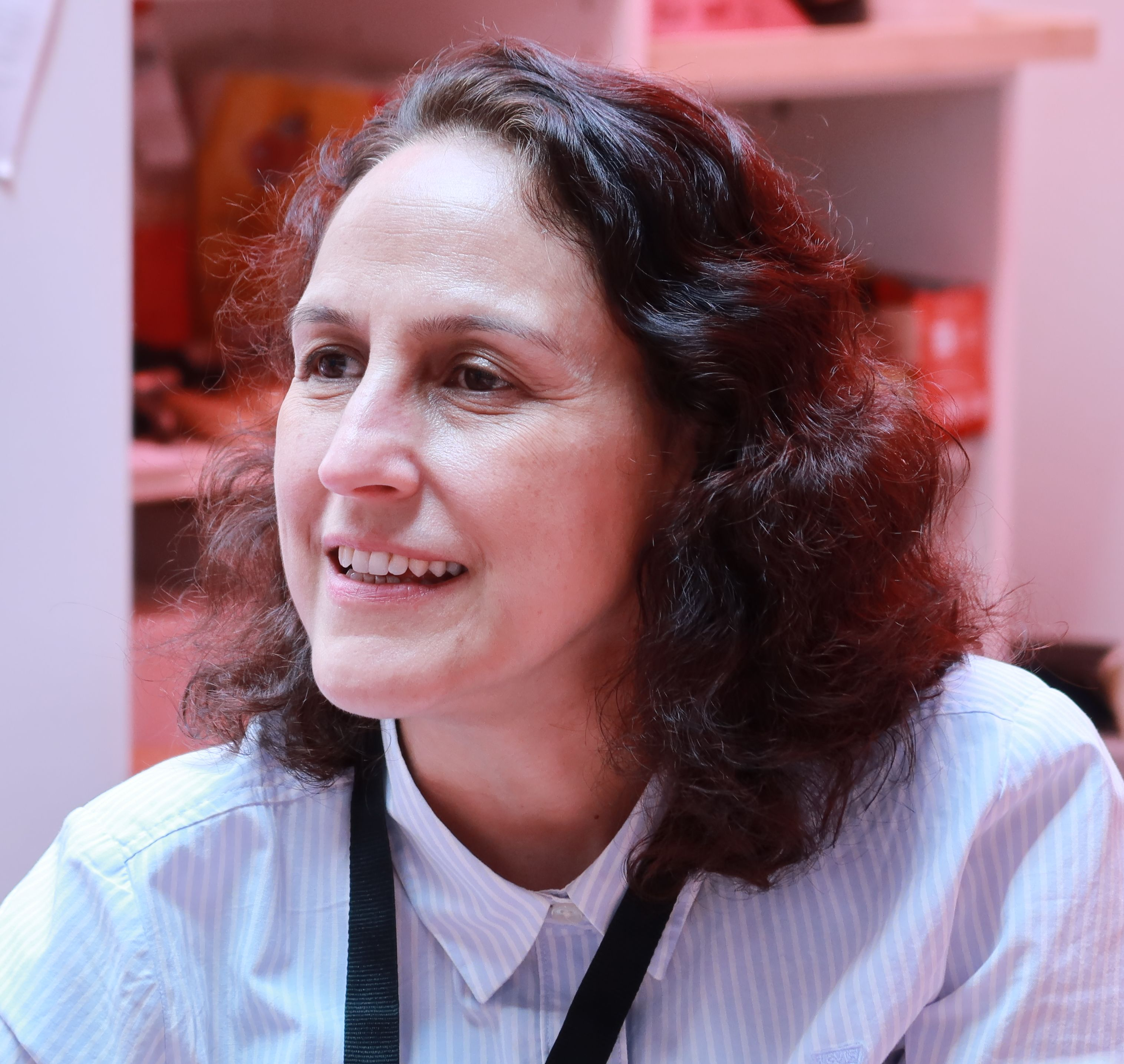
نسیم وهابی، نویسنده و پژوهشگر ایرانی - ۲۰۲۳

نسیم وهابی (Nasim Vahabi ) نویسنده و پژوهشگر اهل ایران است.

## دانش و کار
دانش آموخته ی زبان و ادبیات فارسی از دانشگاه آزاد تهران، در موسسه ملی زبان و تمدن های شرقی فرانسه درس خوانده (استاد راهنما: کریستف بالایی)، و دارای دکترای ادبیات تطبیقی از دانشگاه نانتر پاریس است (استاد راهنما: ورونیک ژلی -Veronique Gely ).
او با شورای کتاب کودک و مجله ی کلک همکاری داشته، در جهان کتاب مقالات متعددی به چاپ رسانده  و با مجله ی فرانسوی ان ار اف (NRF از انتشارات گالیمار) در تهیه ی شماره ی مخصوص ادبیات ایران همکاری کرده است . عضو انجمن قلم فرانسه، زمینه ی کاری او حوزه ی کتاب و ادبیات است.

## کتاب ها
به زبان فارسی :
- بچه ها و حفاظت از کره ی زمین - شش جلدی، (همکاری در بازنویسی ترجمه از زبان انگلیسی)، جان جاونا، انتشارات فنی ایران، ۱۳۷۶.
- همکاری با مجموعه ی قصه هایی برای خواب کودکان، مؤسسه پژوهشی کودکان دنیا، تهران، ۱۳۷۷.
- تعریف فرهنگ برای دخترم ، (ترجمه از زبان فرانسه)، ژروم کلمان، انتشارات روشنگران، ۱۳۸۳. شابک : 964856406X
- یادم می آید، مجموعه داستان، انتشارات ناکجا[۶]،پاریس، ۱۳۹۲. شابک: 978-2-36612-259-6

- خاطرات یک دروغگو[۷][۸]، مجموعه داستان، نشر مرکز،تهران، ۱۳۹۶. شابک : 9789642133703

- بلیت برگشت [۹]، رمان، نشر مرکز،تهران، ۱۳۹۸. شابک : 9789642134250

به زبان فرانسه :
Les Ecrits des enfants de la guerre, EUE, 2011, ISBN 9786131566417 (نوشته های بچه های جنگ)
Amours persanes, Anthologie des nouvelles iraniennes contemporaines, Gallimard, 2021, ISBN 9782072914362
(عشق ایرانی ، گردآوری داستان های معاصر ایران با همکاری علیرضا غلامی. وی مقدمه ی این اثر را نگاشته و داستانی از او در این مجموعه منتشر شده است).
Je ne suis pas un roman, Tropismes Editions, 2022, ISBN 9782493823021 - (من رمان نیستم)

## جوایز
- «نوشته های بچه های جنگ»: به عنوان یکی از سه پایان نامه ی برتر سال ۲۰۰۸ مورد تقدیر انجمن بین المللی ایرانشناسی قرار گرفت[۱۴].
- خاطرات یک دروغگو: جایزه ادبی هفت اقلیم سال ۱۳۹۷[۱۵][۱۶].

- خاطرات یک دروغگو : لوح تقدیر جایزه ادبی مهرگان ۱۳۹۹ [۱۷].

- رمان بلیت برگشت : مرحله ی نهایی دوره بیست و یکم و بیست و دوم جایزه ی مهرگان[۱۸].

- رمان Je ne suis pas un roman : جایزه ادبی مؤسسه مطالعات سیاسی پاریس - سیانس‌پو (Sciences Po)[۱۹].[۲۰]